# Імунодефіцит
Імунодефіцит (також імунна недостатність або імунодефіцитний стан) — це порушення структури і функції якої-небудь ланки цілісної імунної системи, втрата організмом здатності чинити опір будь-яким інфекціям і відновлювати порушення своїх органів. Крім того, при імунодефіциті сповільнюється або взагалі зупиняється процес оновлення організму.
При імунодефіциті людина стає беззахисною не тільки перед звичайними інфекціями, як грип або інші ГРВІ, але також перед бактеріями і вірусами, які раніше не могли спричинити захворювання, оскільки імунна система не дозволяла їм розмножуватися у великій кількості. Один з прикладів — Pneumocystis jirovecii — патогенний гриб, що живе в легенях практично кожної людини. При здоровій імунній системі вона не заподіює людині ніякої шкоди, але при імунодефіциті може спричинити серйозне ураження легенів — пневмоцистну пневмонію.
Крім того, імунодефіцит призводить до загострення тих хронічних захворювань, які були у людини, але не мали яскраво виражених симптомів і, можливо, ніколи б не привели до серйозних проблем зі здоров'ям.

## Патогенез
Імунодефіцит — це спадковий або набутий дефект імунної системи, що виражається різким зниженням кількості окремих популяцій імунокомпетентних клітин або порушенням синтезу імуноглобулінів (агаммаглобулінемія).
Пошкодження або недостатність функції одного або декількох ланок в імунній системі призводить до порушення імунної відповіді, до тієї форми імунопатології, яка отримала назву імунодефіцитних станів.
При імунодефіцитному стані спостерігається підвищена чутливість до інфекцій. Найбільш часто виникаючі у таких хворих інфекції можна розділити на дві категорії:
- при порушеннях, пов'язаних з імуноглобулінами, компонентами комплементу і фагоцитарною активністю, різко зростає сприйнятливість до повторних інфекцій, що викликані бактеріями, які володіють капсулою (піогенними, або гноєрідними бактеріями)
- у випадках порушень в системі T-клітинного імунітету підвищується чутливість до мікроорганізмів (від дріжджів до вірусів), широко поширених і в нормі нешкідливих: у здорових людей до них швидко розвивається резистентність, але у хворих з недостатністю T-клітинної функції вони здатні викликати летальні інфекції. Це так звані опортуністичні інфекції.

## Класифікація
Всі імунодефіцитні стани за етіологічними факторами ділять на дві великі групи:
- спадковий імунодефіцит (також спадково обумовлений імунодефіцит або первинна імунологічна недостатність),
- набутий імунодефіцит (також вторинна імунологічна недостатність).

Спадковий імунодефіцит визначається як специфічною імунною недостатністю, так і неспецифічною імунною недостатністю. Причинами захворювань, обумовлених специфічною імунною недостатністю, служать порушення функцій T-лімфоцитів або B-лімфоцитів — основи набутого імунітету. Неспецифічні імунодефіцити пов'язані з порушеннями в таких елементах імунної системи, як комплемент і фагоцити, що діють при імунній відповіді неспецифічно.
В основі спадково обумовленого імунодефіцитного стану лежать генетично зумовлені дефекти клітин імунної системи.
Водночас набутий імунодефіцит є результатом дії чинників зовнішнього середовища на клітини імунної системи. До найповніше вивчених чинників набутого імунодефіциту належать опромінення, фармакологічні засоби і синдром набутого імунодефіциту (СНІД) людини, викликаний вірусом імунодефіциту людини (ВІЛ).
Порушення в роботі імунної системи можуть бути зв'язані і з комплексними порушеннями, що зачіпають багато ланок імунітету.